# Amanda Rostgaard Phillipsen
Amanda Rostgaard Phillipsen (født 9. april 2000) er en dansk skuespillerinde, som har medvirket i Limbo og i DR1's tv-julekalender Tidsrejsen fra 2014. Hun blev nomineret til en Robert i 2013 som bedste TV-skuespillerinde for sin medvirken i Limbo.

## Filmografi

### Tv-serier
- Limbo, sæson 1, 2, 3 (2012-2014) - Louise
- Tidsrejsen, (2014) - Camilla '84